# Ruta de Illinois 137
La Ruta de Illinois 137, y abreviada IL 137 (en inglés: Illinois Route 137) es una carretera estatal estadounidense ubicada en el estado de Illinois. La carretera inicia en el oeste desde la IL 83     en Grayslake hacia el este en la WI 32     en Kenosha. La carretera tiene una longitud de 37,8 km (23.49 mi).

## Mantenimiento
Al igual que las autopistas interestatales, y las rutas federales y el resto de carreteras estatales, la Ruta de Illinois 137 es administrada y mantenida por el Departamento de Transporte de Illinois por sus siglas en inglés IDOT.

## Cruces
La Ruta de Illinois 137 es atravesada principalmente por la  US 45  I 94  US 41 .